# Armenske SSR
Den Armenske Socialistiske Sovjetrepublik  var en sovjetrepublik i Kaukasus, der fra grundlæggelsen af Sovjetunionen i 1922 var en del af USSR. Armenske SSR blev grundlagt i 1920, da bolsjevikkerne overtog kontrollen med den kortlivede Første armenske republik og blev opløst igen i 1991 i forbindelse med Sovjetunionens opløsning.
I tiden som en del af Sovjetunionen forandrede Armenske SSR sig fra at være et tilbagestående landbrugsland til et væsentligt industrielt produktionscenter og republikkens befolkning voksede fra omkring 880.000 i 1926 til 3,3 millioner i 1989 som følge af naturlig befolkningstilvækst og en større indvandring af overlevende fra det armenske folkedrab og disses efterkommere. I forbindelse med Sovjetunionens opløsning erklærede Armenske SSR sig uafhængig af USSR og den 21. september 1991 blev uafhængigheden bekræftet ved en folkeafstemning. Uafhængighedserklæringen blev accepteret den 26. december 1991 i forbindelse med, at Sovjetunionen opløste sig selv. Efter Sovjetunionens opløsning bestod Armenske SSR fortsat indtil vedtagelsen af en ny forfatning i 1995.

## Historie

### Indlemmelse i Sovjetunionen
Efter Det russiske kejseriges kollaps udråbtes i de transkaukasiske provinser i maj 1918 tre selvstændige republikker (Den Demokratiske Republik Georgien, Den Aserbajdsjanske Demokratiske Republik og Republikken Armenien). Den armenske republik var ledet af socialistpartiet Armeniens Revolutionære Føderation.
Fra afslutningen af Den russisk-persiske krig (1826–1828) havde den østlige del af Armenien været en del af Det Russiske Kejserrige, hvorimod den vestlige del var indlemmet i Det Osmanniske Rige. Efter Oktoberrevolutionen i Rusland annoncerede bolsjevikkernes regering under Vladimir Lenin, at de etniske minoriteter indenfor det russiske imperium kunne opnå selvstyre inden for resterne af det russiske imperium.
Tiden efter den russiske oktoberrevolution var kaotisk. Rusland trak sig ud af 1. verdenskrig, men dette hindrede ikke, at osmanniske styrker trængte længere ind i Kaukasus og derved også længere ind i det armenske område, hvor osmannerne i forvejen kontrollerede den vestlige part. Osmannerne anså armenerne som illoyale i forhold til de osmanniske territoriale krav på de russiske områder i Kaukasus og havde følgelig iværksat omfattende forfølgelser af armenere, senere betegnet som Det armenske folkedrab. Udover truslen fra de fremrykkende osmanniske styrker var også internt i den armenske republik en stærk bolsjevistisk bevægelse, der støttet af de russiske bolsjevikker, ønskede Armenien omdannet til en sovjetrepublik. Det Osmanniske rige led nederlag i 1. verdenskrig i november 1918 og standsede sine fremrykning, men bolsjevikbevægelsen krævede fortsat magten i landet. Støttet af Den Røde Hærs 11. armé, der rykkede ind i det østlige Armenien, kunne bolsjevikkerne i december 1920 tage magten i landet og erklære Armenien for en sovjetrepublik under navnet Den Armenske Socialistiske Sovjetrepublik.
Den Røde Hær og Den russiske Sovjetrepublik havde forinden i april 1920 ført aserbajdsjanske bolsjevikker til magten i Aserbajdsjan. Som led i bolsjevikkernes magtovertagelse i regionen med støtte fra Rusland blev det arrangeret, at Aserbajdsjanske SSR i november 1920 overdrog de tre regioner Karabakh, Nakhitjevan og Zangezur til Armenien. Nariman Narimanov, lederen Aserbajdsjanske SSR, afgav en erklæring, som hyldede en sovjetisk magtovertagelse i Armenien og erklærede, at både Karabagh, Nakhitjevan og Zangezur skulle blive overdraget til det armenske folk som et tegn på det aserbajdsjanske folks støtte til Armeniens kamp mod den tidligere armenske republik.
Efter magtovertagelsen i december 1920 indgik Russiske SFSR og Den tyrkiske nationalbevægelse i marts 1921 en traktat (Moskva-traktaten) om fastlæggelse af Tyrkiets grænser mod de tidligere territorier omfattet af Det russiske kejserrige. Moskva-traktaten blev senere samme år i oktober suppleret ved Kars-traktaten, hvor Russiske SFSR og de tre kaukasiske sovjetrepublikker, herunder Armenske SSR, indgik supplerende aftaler om grænsedragningen til Tyrkiet. Kars-traktaten overlod til tyrkerne de dele af Armenien, der havde været under Tyrkiets kontrol efter den Tyrkisk-armenske krig Ved Kars-traktaten opgav Tyrkiet sine krav på Batumi i Georgiske SSR mod til gengæld at få Kars-territoriet (territorierne omkring byerne Kars, Iğdır og Ardahan) i Armenien. Den tidligere Armenske hovedstad Ani og bjerget Ararat, steder med en stor betydning for den armenske selvbevidsthed var omfattet af de områder, der blev overdraget fra Armenien til Tyrkiet ved aftalen. Samtidig hermed bestemte Josef Stalin, der var folkeslags-kommissær i bolsjevikkernes regering, at Nakhitjevan og Nagorno-Karabakh, der tidligere var blevet lovet overført til Armenien, skulle tilbageoverdrages til Aserbajdsjan. Den 12. marts 1922 blev Armenske SSR sammen med Georgiske SSR og Aserbajdsjanske SSR lagt ind i den Transkaukasiske Socialistiske Føderative Sovjetrepublik.
Ledelsen af den Armenske SSR blev varetaget af Revolutionskomitéen, der bestod af unge, uerfarne og militante kommunister, der hårdhændet implementerede bolsjevikkernes politik uden større forståelse for republikkens problemer og befolkningens træthed efter flere års konflikter i regionen. Som den sovjetiske armenske historikker Bagrat Borian, der senere blev dræbt under Stalins udrensninger, skrev i 1929:
Den brutale behandling og terrorisering, som den lokale tjeka udsatte civilbefolkningen for, førte i februar 1921 til en opstand under ledelse af republikkens tidligere ledere, hvor bolsjevikkerne i Jerevan kortvarigt blev afsat. Den Røde Hær, der på det tidspunkt stod i Georgien, hvo der også var uro, drog dog mod Armenien, hvor den nedkæmpede oprøret, hvorefter oprørslederne måtte flygte fra Armenien. Uroen i Armenien overbeviste imidlertid ledelsen i Moskva om, at den hårdhændede fremfærd i republikken første til modstand mod sovjetstyret, hvorfor der senere i 1921 blev udpeget en erfaren administrator, Alexander Miasnikian, der stod for en mere moderat politik og som var mere lydhør overfor befolkningens ønsker. Ved indførelsen af sovjetstatens nye økonomiske politik (NEP) opnåede armenierne en periode med relativ stabilitet, der stod i kontrast til de svære vilkår, som Armenien led under i Osmannerrigets sidste år. Armenterne modtog medicin, fødevarer og andre fornødenheder fra centralregeringen, ligesom der i landet blev iværksat en kampagne til bekæmpelse af analfabetisme.

### Stalintiden og udrensninger
Sammenlægningen af de tre kaukasiske republikker til Transkaukasiske SFSR havde medført uroligheder i Georgien under den såkaldte Georgiske affære i 1922. Udfaldet blev, at den etniske georgier Josef Stalin fik styrket sin indflydelse i Kaukasusregionen. Stalin lagde - i modsætning til Lenin - vægt på en centralisering og ensretning af republikkerne. Sovjetunionen blev stiftet ved udgangen af 1922. I slutningen af Lenins regeringstid, var han svækket af sygdom, og Stalins indflydelse havde været voksende i perioden, hvilket indebar en centralisering af magten i Sovjetunionen i Moskva.
Stalins regering lagde vægt på at begrænse den Armenske kirkes indflydelse. Kirkens indflydelse var allerede blevet kraftigt svækket i forbindelse med det armenske folkedrab og det russiske kejserriges russificeringspolitik. I 1920'erne blev kirkens ejendom konfiskeret og præsterne forfulgt. Fra 1929 intensiverede forfølgelserne, men tog dog senere af af hensyn til den armenske diaspora, men i slutningen af 1930'erne blev forfølgelserne af kirken genoptaget. Forfølgelserne kulminerede med drabet på den armenske kirkes overhoved Khoren 1. i 1938 som led i Den store udrensning.
Den store udrensning var en række initiativer, der blev iværksat af ledelsen i Sovjetunionen imod medlemmer af kommunistpartiet, forfattere og intellektuelle, jordejere og almindelige borgere. I september 1937 sendte Stalin Anastas Mikojan sammen med Georgij Malenkov og Lavrenti Beria til Jerevan med henblik på at gennemføre en udrensning blandt medlemmer af Armeniens kommunistparti, der hovedsagelig bestod af bolsjevikker, der havde været med ved stiftelsen af Armenske SSR. Mere end tusinde mennesker blev arresteret og syv ud af ni medlemmer af det armenske kommunistpartis politbureau blev afsat. Ifølge en undersøgelse blev 4.530 mennesker henrettet ved skydning alene i årene 1937-38, hvoraf de fleste var anklaget for "anti-sovjetiske" eller "kontrarevolutionære" aktiviteter eller for at tilhøre det socialistiske parti Armeniens Revolutionære Føderation eller at være trotskister.
Som så mange andre etniske minoriteter, der levede i Sovjetunionen under Stalin, blev tusinder af armeniere henrettet eller deporteret. I 1936 arbejdede Beria og Stalin på at deportere armeniere til Sibirien for at bringe den armenske befolkning under 700.000 mennesker for at retfærdiggøre, at Georgiske SSR annekterede Armenien. Under Berias ledelse foretog NKVD omfattende terror for at styrke partiets politiske kontrol med befolkningen og at undertrykke alle former for nationalisme. Mange forfattere, kunstnere, videnskabsfolk og politisk aktive, herunder forfatteren Axel Bakunts og digteren Jegisje Charents, blev henrettet eller tvunget i eksil. Senere i 1944 blev omkring 200.000 Hamshinere (Armenere, der bor ved Sortehavet i de russiske, georgiske og tyrkiske regioner) deporteret til Kasakhstan og Usbekistan. Senere deportationer af de kystboende armenere fandt sted i 1948, hvor ca. 58.000 påståede tilhængere af den den armenske Revolutionære Føderation og etniske grækere blev tvunget til Kasakhstan.

### 2. verdenskrig
Armenien blev ikke ramt af de omfattende ødelæggelser, der ramte de vestlige dele af USSR under 2. verdenskrig, idet den tyske hær ikke lykkedes med sit forsøg på at nå til Kaukasus for at opnå kontrol med de rige oliefelter omkring Baku. Armenien spillede dog en vigtig rolle som leverandør af fødevarer, krigsmateriel og soldater til den Røde hær. Det anslås, at omkring 300-500.000 mand blev udskrevet til den Røde hær, hvoraf ca. halvdelen døde. Over 60 armenere opnåede titel af general og fire fik titel af marskal, herunder Ivan Bagramyan, der blev den første ikke-slaviske kommandør ved frontlinjen. I et forsøg på at opnå bred folkelig støtte til krigen lempede den sovjetiske regering restriktionerne mod nationalisme, hvilket førte til, at der under krigen blev tilladt genudgivelse af armensk litteratur, ligesom restriktionerne mod kirken blev lempet.
Ved krigens afslutning søgte mange armenere indenfor og udenfor Armenien at overbevise Sovjetunionens regering om at opsige Kars-traktaten og kræve de provinser tilbage som Armenien havde afstået ved traktaten (Kars, Iğdır og Ardahan). Sovjetunionen så med skepsis på Tyrkiet, der havde holdt sig neutralt gennem hele 2. verdenskrig lige indtil den 23. februar 1945, hvor Tysklands kommende nederlag var forventeligt. Tyrkiet havde som neutral nation tilladt den tyske flåde og handelsfartøjer adgang til Sortehavet, og havde derved medvirket til en svækkelse af Sovjetunionen under krigen. Den 19. marts 1945 havde USSR's udenrigsminister Molotov meddelt Tyrkiets ambassadør i Moskva, at USSR opsagde ikke-angrebspagten fra 1925 mellem de to lande som følge af "de væsentlige ændringer, der er indtruffet under 2. verdenskrig", hvorfor traktaten ikke stemte overens med "den nye situation og behøver væsentlig forbedringer." Senere forlangte USSR krav på territorier i det østlige Tyrkiet, hvilket blev fortolket som de afgivne områder ved Kars-traktaten, ligesom USSR stillede krav om baser i stræderne. USSR sendte større troppekoncentrationer til Kaukasus. Fra amerikansk og britisk side blev der dog tilkendegivet støtte til Tyrkiet, som led i den amerikanske inddæmningspolitik, og kravet fra USSR's side om overførsel af territorium til USSR (Armenske SSR), blev ikke til noget.

### Armensk immigration og massedeportationer
Efter krigen tillod Stalin en åben immigrationspolitik til Armenien og regimet opfordrede den store armenske diaspora til at flytte til landet for at forøge landets befolkning og arbejdsstyrke. Mange armenere, der var flygtet under det armenske folkemord, havde bosat sig i Cypern, Grækenland, Frankrig, Irak, Libanon og Syrien. De blev tilbudt at få betalt deres omkostninger ved at flytte tilbage til Armenien. Omkring 150.000 armenere immigrerede til Armenske SSR mellem 1946 og 1948.
For at tiltrække indvandringen til Armenien støttede den sovjetiske regering tilflytterne med bl.a. madkuponer, bedre boligforhold osv. Denne forskelsbehandling blev modtaget køligt af de Armenere, der boede i landet før immigranterne ankom. Tilflytterne havde overvejende haft tilknytning til den del af Armenien, der lå i det tidligere Osmanniske Rige og talte derfor vest-armensk dialekt og således ikke den øst-armenske dialekt, der blev talt i det østlige russisk Armenien. Lokalbefolkningen omtalte tilflytterne negativt, og den sovjetiske regering behandlede dem ligeledes dårligt. En række armenske immigranter fik i 1946 deres ejendele konfiskeret ved ankomsten til havnen i Odessa. Det var den første af en række skuffelser for de tilrejsende armenere, men de havde ikke mulighed for at returnere og måtte fortsætte rejsen til Armenske SSR. Flere armenere blev blev mistænkt for at være spioner, og de sovjetiske efterretningstjenester og indenrigsministeriet gennemførte en række undersøgelser, der endte med, at flere blev deporteret til arbejdslejre i Sibirien og andre steder, hvorfra de først blev løsladt ved Stalins død. Flere blev mistænkt for at være "dashnakere" (tilhængere af Armeniens Revolutionære Føderation) og blev følgelig deporteret til Centralasien i 1949.

### Opblomstring under Khrusjtjov og efterfølgende stagnation under Bresjnev
Efter Stalins død i 1953 konsoliderede Nikita Khrusjtjov magten omkring sig og fremstod herefter som Sovjetunionens nye leder. I 1956 holdt Khrusjtjov en hemmelig tale, hvor han lagde afstand til Stalin, ligesom han påbegyndte en afstalinisering af Sovjetunionen, der bl.a. indebar en decentralisering af magten i Sovjetunionen og et større fokus på produktion af forbrugsgoder i forhold til Stalins massive fokus på sværindustri. Disse ændringer indebar en opblomstring af kultur og økonomi i Armenske SSR. En af Khrusjtjovs rådgivere og personlige ven, det armenske medlem af politbureauet Anastas Mikojan opfordrede armenerne til at genopfinde deres nationale identitet, og at genudgive værker af armenske forfattere og digtere; en opfordring, der stod i skarp modsætning til Stalintidens centralisering og undertrykkelse af nationale kendetegn og kultur i sovjetrepublikkerne. Den store statue af Stalin, der var rejst i Jerevan blev i 1962 revet ned på en dag og erstattet af et monument "Moder Armenien". Kontakt mellem Armenien og diasporaen blev genoptaget og armenere fra udlandet begyndte igen at besøge Armenien.
Mange armenere opnåede social opstigning i disse år, herunder Anastas Mikojan, der var storebror til Artem Mikojan, der var flykonstruktør og medstifter af den sovjetiske militærfly-virksomhed Mikojan-Gurevitj. Andre armenere, der opnåede succes i Sovjetunionen var Aram Khachaturian, der skrev balletterne Spartacus og Gayane, hvor sidstnævnt indehold den kendte "Sabeldans" og den kendte astrofysiker og astronom Victor Ambartsumian samt flere populære forfattere.
Efter Khrusjtjov var blevet afsat af Leonid Bresjnev i 1964, blev mange af Khrusjtjovs reformer annulleret. Med Bresjnev begyndte en æra med stagnation i Sovjetunionen, og der opstod en tilbagegang i både kvalitet og kvantitet i de produkter, der blev produceret i Sovjetunionen, ligesom korruption og nepotisme voksede frem. Armenien blev hårdt ramt af disse ændringer, hvilket blev illustreret flere år senere ved Jordskælvet i Spitak i 1988, hvor et kraftigt jordskælv ramte Armenien. Særligt nye bygninger blev ødelagt ved jordskælvet som følge af, at husenes materialer var af ringe kvalitet og dårligt opført og ofte i strid med byggeforskrifterne, hvorimod ældre bygninger modstod rystelserne langt bedre.

### Tiden under Gorbatjov og nationalistiske spændinger i Nagorno-Karabakh
Mikhail Gorbatjovs reformer med glasnost og perestrojka i 1980'erne gav mange armeniere håb om et bedre liv i sovjetstaten. Hamshinerne, der af Stalin blev deporteret til Kasakhstan, anmodede den sovjetiske regering om tilladelse til at vende tilbage til Armenske SSR. Ønsket blev dog afslået som følge af bekymring for, at en tilbagevenden af de muslimske hamshinere kunne udløse etniske konflikter med de kristne armeniere. Det var imidlertid andre begivenheder, der udløste etniske uroligheder mellem kristne armeniere og muslimer.
Armeniere i regionen Nagorno-Karabakh henviste til, at bolsjevikkerne ved kaukasusrepublikkernes etablering havde lovet, at Nagorno-Karabakh med sin overvægt af etniske armeniere regionen ville blive overført fra Aserbajdsjan, hvilket løfte Stalin imidlertid annullerede, hvorfor regionen i stedet blev lagt under Aserbajdsjanske SSR. Der opstod i slut 1980'erne en stærk bevægelse til støtte for, at regionen skulle forenes med Armenien. Den overvejende armenske befolkning udtrykte bekymring om en "aserbajdsjanificering" af regionen. Den 20. februar 1988 vedtog den øverste sovjet i det autonome oblast Nagorno-Karabakh, at oblastet skulle forenes med Armenske SSR. Der opstod demonstrationer i Jerevan til støtte for armenerne i Nagorno-Karabakh. Myndighederne i Aserbajdsjanske SSR iværksatte moddemonstrationer, der senere udviklede sig til voldelige angreb på etniske armeniere i byerne Sumgait og i Baku. Situationen udviklede sig og der opstod etniske uroligheder mellem armeniere og azerier, hvilket umuliggjorde en sammenlægning. En formel begæring til Gorbatjov og fremtrædende ledere i USSR's regering om en sammenlægning af enklaven blev fremsendt, men begæringen blev afslået i foråret 1988. Indtil da havde Gorbatjov nydt popularitet blandt Armeniens befolkning, men den manglende støtte i spørgsmålet om Nagorno-Karabakhs tilhørsforhold medførte en stærkt faldende popularitet for Gorbatjov i Armenien.

### Ophør af Armenske SSR og uafhængighed af USSR
I de sidste år af Sovjetunionens eksistens opstod tiltagende spændinger mellem centralregeringen i Moskva og og den lokale regering i Jerevan. Den 5. maj 1990 dannedes den Nye Armenske Hær, en militærenhed, der var tiltænkt at fungere sidestillet med sovjetunionens hær. Dagen forinden en fejring af årsdagen for udråbelsen af den Første Armenske republik opstod den 27. maj 1990 væbnede sammenstød i Jerevan mellem den Nye Armenske Hær og sikkerhedsstyrker fra det sovjetiske indenrigsministerium MVD, hvor fem armeniere blev dræbt. Yderligere indkampe opstod mellem armenske militser og MVD i Nubarashen, hvor 27 mennesker blev dræbt. Den 23. august 1990 erklærede den øverste sovjet i Armenske SSR republikken uafhængig af Sovjetunionen og fastslog, at alene den armenske forfatning og armenske love var gyldige i republikken.
Sammen med de baltiske lande, Georgiske SSR og Moldaviske SSR boykottede også Armenske SSR den folkeafstemning, der den 17. marts 1991 blev afholdt i USSR om en fortsættelse af Sovjetunionen i en reformeret form.
Armenien bekræftede sin uafhængighed ved en folkeafstemning afholdt i Armenien den 21. september 1991 efter det fejlslagne kup i Moskva, hvor modstandere af Gorbatjovs reformer søgte at afsætte Gorbatjov og andre reformtilhængere. Grækenland anerkendte som det første land nogle dage senere Armeniens uafhængighed. Sovjetunionen opløste sig selv den 26. december 1991, hvorefter Armeniens selvstændighed blev generelt anerkendt. USA havde dagen forinden anerkendt nationen.
Sideløbende med selvstændighedsbestræbelserne verserede krig i Nagorno-Karabakh med Aserbajdsjan. Der blev først indgået våbenhvile i 1994, men konflikten pågår fortsat.
Den 5. juli 1995 vedtog republikken en ny forfatning, der har dannet grundlag for den nuværende Armenske republik.

## Politik i Armenske SSR
Den politiske struktur i Armenske SSR var identisk med strukturerne i de øvrige sovjetrepublikker. Det højeste politiske organ i republikken var den øverste sovjet, der også omfattede republikkens højesteret. Embedsperioden for medlemmer af den øverske sovjet var fem år med mulighed for genvalg/genudpegning. Politiske embeder kunne alene besættes af medlemmer af kommunistpartiet. Møder i den øverste sovjet blev afholdt i sovjettens bygning i Jerevan.
Med etableringen af sovjetrepublikken påbegyndte de sovjetiske myndigheder målrettet at fjerne visse elemeter i samfundet, eksempelvis nationalisme og religion, for at styrke sammenhængen i USSR. Armenierne blev af USSR's ledere sammen med russerne, ukrainerne, hviderusserne, georgierne, tyskerne og jøderne anset som "avancerede" (i modsætning til "tilbagestående") folk, og blev sat i gruppe med vesterlændinge. Folkene i Kaukasus, og særlig Armenierne, blev i akademisk sammenhæng anerkendt og blev i sovjetiske lærebøger beskrevet som den "ældste civilisation i Sovjetunionen".
I begyndelsen blev Armenien ikke væsentligt berørt af Lenins og Lenins regerings politik. Før Lenins svigtende helbred førte til han tiltagende tilbagetrukkethed, var Lenin fortaler for korenizatsija, en politik, der lagde vægt på folkeslagenes autonomi og selvbestemmelsesret inden for unionen. Der blev etableret skoler, der underviste i lokalbefolkningernes sprog og lokale aviser, kunst og litteratur blev tilskyndet. Som led i Likbez-kampagnen besluttede den sovjetiske regering, at alle personer under 50 år, der ikke kunne læse og skrive, skulle undervises i det armenske sprog, der var det officielle sprog i republikken. I 1921 blev etableret et Armenske Kultur- og Historiecenter i Echmiatsin, ligesom der i Jerevan i 1920'erne blev bygget et nationalteater. Det første armenske filmstudie, Armenkino, udsendte sin første spillefilm Namus ('Ære') i 1925 og den første lydfilm Pepo, begge instrueret af Hamo Bek-Nazarov.